# Miljenko Prohaska
Miljenko Prohaska, hrvaški jazzovski kontrabasist, skladatelj, aranžer in dirigent, * 17. september 1925, Zagreb, Kraljevina SHS, † 29. maj 2014, Zagreb, Hrvaška. 
Najbolj je bil znan kot dolgoletni dirigent Plesnega orkestra Radia Zagreb, kasneje Plesnega orkestra RTV Zagreb. Njegove skladbe je med drugim izvajal tudi Modern Jazz Quartet.

## Biografija
Miljenko Prohaska se je rodil 17. septembra 1925 v Zagrebu. Tu je obiskoval nižjo glasbeno šolo Vatroslav Lisinski, v kateri se je učil igranja violine. Leta 1951 je zaključil šolanje iz kontrabasa na srednji glasbeni šoli, leta 1956 pa je diplomiral na teoretsko-pedagoškem oddelku Glasbene akademije v Zagrebu.
Od sredine 50. let pa do konca 80. let je bil kot kontrabasist član Zagrebške filharmonije, Simfoničnega orkestra Radia Zagreb, Orkestra Jugoslovanske radiodifuzije, Komornega orkestra Radia Zagreb, Zagrebškega jazz kvarteta in mnogih drugih jazz zasedb. Med letoma 1967 in 1969 je bil direktor Zagrebškega festivala zabavne glasbe.
Bil je stalni dirigent Plesnega orkestra Radia Zagreb (kasneje Plesnega orkestra RTV Zagreb). Med letoma 1996 in 1998 je vodil Big Band Hrvaške vojske, od leta 1994 pa je sodeloval s Simfoničnim pihalnim orkestrom Hrvaške vojske. Kot dirigent je sodeloval na petih festivalih Pesem Evrovizije - 2-krat v Londonu, 2-krat v Dublinu in enkrat v Madridu. Kot instrumentalist je gostoval v skoraj vseh evropskih državah ter v Kanadi in v Združenih državah Amerike. Eden njegovih največjih uspehov v karieri je nastopil leta 1967, ko jena 10. Jazz festivalu v Montereyju v Kaliforniji dirigiral orkestru Dona Ellisa, ki je izvajal tudi njegove avtorske skladbe. Leta 1960 ga je Leonard Feather uvrstil v enciklopedijo The Encyclopedia of Jazz in the Sixties, Willis Conover, kultni urednik na radijski postaji Voice of America pa mu je posvetil dve oddaji.

### Kasnejši čas
Kot skladatelj je Prohaska predvsem znan po jazz glasbi, kljub temu pa je napisal več kompozicij za simfonične orkestre, kot tudi glasbene aranžmaje za hrvaške izvajalce zabavne glasbe, kot so Josipa Lisac, Gabi Novak in Arsen Dedić. Nekatere njegove kompozicije so bile krstno izvedene v Carnegie Hall v New Yorku in v Parizu, izvedli pa so jih Modern Jazz Quartet, Pariški simfonični orkester in Simfonični orkester iz Cincinnatija.
Sodeloval je tudi z Zagrebškimi solisti, z Zagrebškim kvartetom saksofonov, Zborom in Simfoničnim orkestrom HRT, Komornim orkestrom, raznimi ansambli (še posebej z godalnima kvartetoma Rucner in Sebastian), občasno pa je sodeloval tudi z Big Bandom HRT. Pisal je tudi glasbo za radijske in televizijske drame, gledališče, risane in kratkometražne filme, balete in zbore. Pisal je tudi scensko glasbo za filme. Med drugimi filmsko glasbo za petnajst celovečernih filmov (Iluzija, Gravitacija, Sutjeska - priredba glasbe Mikisa Teodorakisa, Visoki napon, Veliki transport, Nož, Ponedjeljak ili utorak, Prometej s otoka Viševice, Rondo, Povratak in Kiklop) in dve TV seriji (Kuda idu divlje svinje in Sumorna jesen).
Bil je član Hrvaškega društva skladateljev, v dveh mandatih pa je bil tudi njegov predsednik (1967-1968 in 1988-1990). Prav tako je bil med letoma 1954 in 1957 predsednik Združenja skladateljev lahke glasbe Hrvaške (UKLMH). Bil je prejemnik številnih nagrad, plaket in priznanj.
Umrl je 29. maja 2014 v Zagrebu.

## Izbrana diskografija
| - Intima (1972) - Zlato, Srebro, Bronca - Nikica Kalogjera (1976) - Plesni orkestar Radio-televizije Zagreb (1977) - Golden Hours (1983) - "Gubec - Beg" Rock Opera (1975) - Split 76 (1976) - Poeta (1978) - "Grička Vještica" Rock Opera (1979) - Oliver 5 (1980) - Balade (1987) - Retrospektiva (1993) - Opus 900 (1994) - Mistery of Blues (1997) - z B. P. Convention, Johnom Lewisom in Zagrebškimi solisti - Štorija 3 (1998) - The best of (1998) - Leute moj (2001) - Zlatna kolekcija (2001) - Kronologija (2002) - Pjeva Gabi Novak (2003) - The platinum collection (2006) - The platinum collection (2006) - Zlatna kolekcija (2006) - The platinum collection (2007) - The platinum collection (2007) | - Ave Maria - Josipa Lisac - Iluzije - Anica Zubović - Ja ljubim te - Ivo Robić - Julija i Romeo - Srebrna Krila - Kad jednom odeš - Anica Zubović - Kulminacija - Srebrna Krila - Ljubav ili šala - Gabi Novak, Zdenka Kovačiček - Sretan put - Gabi Novak - Ti se smiješ - Arsen Dedić - Tu-tu, auto, vrag ti piz odnija - Toma Bebić - Zelenu granu s tugom žuta voća - Vanna, Oliver Dragojević, Klapa Cambi, Klapa Puntari, Tedi Spalato - Igre na skelama (1961) - Prometej z otoka Viševice (1964) - Druga strana medalje (1965) - Do pobede i dalje (1966) - Ponedeljek ali torek (1966) - Iluzija (1967) - Das Messer (1967) - Gravitacija ili fantastična mladost činovnika Borisa Horvata (1968) - Lisice (1970) - Der Rueckfall (1979) - Visoki napon (1981) - Kiklop (1982) - Veliki transport (1983) |

## Nagrade
- 1955: Medalja mesta Zagreb
- 1966: Red dela z zlatim vencem
- 1968: Zlata arena (Gravitacija)
- 1971: Red zaslug za ljudstvo s srebrnimi žarki
- 1976: Josip Štolcer Slavenski
- 1979: Pokal Hrvaškega društva skladateljev
- 1988: Vladimir Nazor za življenjsko delo
- 1994: Tretja nagrada za jazz skladbo Le Havre
- 1995: Medalja mesta Zagreb za 55 let delovanja
- 1995: Porin za življenjsko delo
- 1995: Reda Danice Hrvaške z likom Marka Marulića
- 1996: Nagrada Zagrebškega festivala za življenjsko delo in celoten doprinos uspehu hrvaške zabavne glasbe, kot tudi za osebni doprinos hrvaški umetnosti in kulturi
- 1997: Medalja 5. gardijske brigade Slavonski sokoli
- Medalja SOKOJ
- Nagrada HRT Zagreb
- Plaketa PZAVNOH